# 2015-ös WEC sanghaji 6 órás verseny
| Pályarajz | Pályarajz                | Pályarajz                                       |
| --------- | ------------------------ | ----------------------------------------------- |
|           |                          |                                                 |
| Győztesek |                          |                                                 |
| Kategória | Csapat                   | Versenyzők                                      |
| LMP1      | #17 Porsche Team         | Timo Bernhard Brendon Hartley Mark Webber       |
| LMP2      | #36 Signatech Alpine     | Nelson Panciatici Paul-Loup Chatin Tom Dillmann |
| LMGTE Pro | #91 Porsche Team Manthey | Richard Lietz Michael Christensen               |
| LMGTE Am  | #83 AF Corse             | François Perrodo Emmanuel Collard Rui Águas     |

A 2015-ös WEC sanghaji 6 órás verseny a Hosszútávú-világbajnokság 2015-ös szezonjának hetedik futama volt, amelyet október 30. és november 1. között tartottak meg a Shanghai International Circuit versenypályán. A fordulót Timo Bernhard, Brendon Hartley és Mark Webber triója nyerte meg, akik a hibridhajtású Porsche Team csapatának versenyautóját vezették.

## Időmérő
A kategóriák leggyorsabb versenyzői vastaggal vannak kiemelve.
| Poz. | Kategória | Csapat                        | Átlagidő | Különbség | Rajthely |
| ---- | --------- | ----------------------------- | -------- | --------- | -------- |
| 1.   | LMP1      | #17 Porsche Team              | 1:42,719 |           | 1        |
| 2.   | LMP1      | #18 Porsche Team              | 1:43,488 | +0,769    | 2        |
| 3.   | LMP1      | #8 Audi Sport Team Joest      | 1:44,200 | +1,481    | 3        |
| 4.   | LMP1      | #7 Audi Sport Team Joest      | 1:44,645 | +1,926    | 4        |
| 5.   | LMP1      | #1 Toyota Racing              | 1:45,776 | +3,057    | 5        |
| 6.   | LMP1      | #2 Toyota Racing              | 1:45,962 | +3,243    | 6        |
| 7.   | LMP1      | #13 Rebellion Racing          | 1:49,418 | +6,699    | 7        |
| 8.   | LMP1      | #12 Rebellion Racing          | 1:50,942 | +8,223    | 8        |
| 9.   | LMP1      | #4 Team ByKolles              | 1:52,069 | +9,350    | 9        |
| 10.  | LMP2      | #26 G-Drive Racing            | 1:52,763 | +10,044   | 10       |
| 11.  | LMP2      | #47 KCMG                      | 1:53,345 | +10,626   | 11       |
| 12.  | LMP2      | #28 G-Drive Racing            | 1:53,390 | +10,671   | 12       |
| 13.  | LMP2      | #43 Team SARD Morand          | 1:53,600 | +10,881   | 13       |
| 14.  | LMP2      | #36 Signatech Alpine          | 1:53,747 | +11,028   | 14       |
| 15.  | LMP2      | #30 Extreme Speed Motorsports | 1:54,775 | +12,056   | 15       |
| 16.  | LMP2      | #42 Strakka Racing            | 1:55,205 | +12,486   | 16       |
| 17.  | LMP2      | #29 Pegasus Racing            | 1:56,624 | +13,905   | 17       |
| 18.  | LMP2      | #31 Extreme Speed Motorsports | 1:57,432 | +14,713   | 18       |
| 19.  | LMGTE Pro | #51 AF Corse                  | 2:02,243 | +19,524   | 19       |
| 20.  | LMGTE Pro | #71 AF Corse                  | 2:02,508 | +19,789   | 20       |
| 21.  | LMGTE Pro | #99 Aston Martin Racing V8    | 2:02,540 | +19,821   | 21       |
| 22.  | LMGTE Pro | #92 Porsche Team Manthey      | 2:03,048 | +20,329   | 22       |
| 23.  | LMGTE Pro | #91 Porsche Team Manthey      | 2:03,352 | +20,633   | 23       |
| 24.  | LMGTE Pro | #97 Aston Martin Racing       | 2:03,393 | +20,674   | 24       |
| 25.  | LMGTE Am  | #98 Aston Martin Racing       | 2:04,728 | +22,009   | 25       |
| 26.  | LMGTE Am  | #96 Aston Martin Racing       | 2:04,858 | +22,139   | 26       |
| 27.  | LMGTE Am  | #50 Larbre Compétition        | 2:04,874 | +22,155   | 27       |
| 28.  | LMGTE Am  | #83 AF Corse                  | 2:05,455 | +22,736   | 28       |
| 29.  | LMGTE Am  | #72 SMP Racing                | 2:05,556 | +22,837   | 29       |
| 30.  | LMGTE Am  | #77 Dempsey Racing-Proton     | 2:06,196 | +23,477   | 30       |
| 31.  | LMGTE Am  | #88 Abu Dhabi-Proton Racing   | 2:11,851 | +29,132   | 31       |

## Verseny
A résztvevőknek legalább a versenytáv 70%-át (118 kört) teljesíteniük kellett ahhoz, hogy az elért eredményüket értékeljék. A kategóriák leggyorsabb versenyzői vastaggal vannak kiemelve.
| Helyezés | Kategória | #  | Csapat                    | Versenyzők                                            | Kasztni                        | Gumi | Kör | Idő/Hátrány/Kiesés |
| Helyezés | Kategória | #  | Csapat                    | Versenyzők                                            | Motor                          | Gumi | Kör | Idő/Hátrány/Kiesés |
| -------- | --------- | -- | ------------------------- | ----------------------------------------------------- | ------------------------------ | ---- | --- | ------------------ |
| 1.       | LMP1      | 17 | Porsche Team              | Timo Bernhard Brendon Hartley Mark Webber             | Porsche 919 Hybrid             | M    | 169 | 6:00:07,725        |
| 1.       | LMP1      | 17 | Porsche Team              | Timo Bernhard Brendon Hartley Mark Webber             | Porsche 2.0 L Turbo V4         | M    | 169 | 6:00:07,725        |
| 2.       | LMP1      | 18 | Porsche Team              | Marc Lieb Romain Dumas Neel Jani                      | Porsche 919 Hybrid             | M    | 169 | +26,294            |
| 2.       | LMP1      | 18 | Porsche Team              | Marc Lieb Romain Dumas Neel Jani                      | Porsche 2.0 L Turbo V4         | M    | 169 | +26,294            |
| 3.       | LMP1      | 7  | Audi Sport Team Joest     | André Lotterer Marcel Fässler Benoît Tréluyer         | Audi R18 e-tron quattro        | M    | 169 | +30,311            |
| 3.       | LMP1      | 7  | Audi Sport Team Joest     | André Lotterer Marcel Fässler Benoît Tréluyer         | Audi TDI 4.0 L Turbo Diesel V6 | M    | 169 | +30,311            |
| 4.       | LMP1      | 8  | Audi Sport Team Joest     | Loïc Duval Lucas di Grassi Oliver Jarvis              | Audi R18 e-tron quattro        | M    | 169 | +50,906            |
| 4.       | LMP1      | 8  | Audi Sport Team Joest     | Loïc Duval Lucas di Grassi Oliver Jarvis              | Audi TDI 4.0 L Turbo Diesel V6 | M    | 169 | +50,906            |
| 5.       | LMP1      | 2  | Toyota Racing             | Alexander Wurz Stéphane Sarrazin Mike Conway          | Toyota TS040 Hybrid            | M    | 165 | +4 kör             |
| 5.       | LMP1      | 2  | Toyota Racing             | Alexander Wurz Stéphane Sarrazin Mike Conway          | Toyota 3.7 L V8                | M    | 165 | +4 kör             |
| 6.       | LMP1      | 1  | Toyota Racing             | Anthony Davidson Sébastien Buemi Nakadzsima Kazuki    | Toyota TS040 Hybrid            | M    | 164 | +5 kör             |
| 6.       | LMP1      | 1  | Toyota Racing             | Anthony Davidson Sébastien Buemi Nakadzsima Kazuki    | Toyota 3.7 L V8                | M    | 164 | +5 kör             |
| 7.       | LMP1      | 12 | Rebellion Racing          | Nicolas Prost Mathias Beche                           | Rebellion R-One                | M    | 158 | +11 kör            |
| 7.       | LMP1      | 12 | Rebellion Racing          | Nicolas Prost Mathias Beche                           | AER P60 2.4 L Turbo V6         | M    | 158 | +11 kör            |
| 8.       | LMP1      | 4  | Team ByKolles             | Simon Trummer Pierre Kaffer                           | CLM P1/01                      | M    | 156 | +13 kör            |
| 8.       | LMP1      | 4  | Team ByKolles             | Simon Trummer Pierre Kaffer                           | AER P60 2.4 L Turbo V6         | M    | 156 | +13 kör            |
| 9.       | LMP2      | 36 | Signatech Alpine          | Nelson Panciatici Paul-Loup Chatin Tom Dillmann       | Alpine A450b                   | D    | 154 | +15 kör            |
| 9.       | LMP2      | 36 | Signatech Alpine          | Nelson Panciatici Paul-Loup Chatin Tom Dillmann       | Nissan VK45DE 4.5 L V8         | D    | 154 | +15 kör            |
| 10.      | LMP2      | 26 | G-Drive Racing            | Roman Ruszinov Julien Canal Sam Bird                  | Ligier JS P2                   | D    | 153 | +16 kör            |
| 10.      | LMP2      | 26 | G-Drive Racing            | Roman Ruszinov Julien Canal Sam Bird                  | Nissan VK45DE 4.5 L V8         | D    | 153 | +16 kör            |
| 11.      | LMP2      | 47 | KCMG                      | Matthew Howson Richard Bradley Nick Tandy             | Oreca 05                       | D    | 153 | +16 kör            |
| 11.      | LMP2      | 47 | KCMG                      | Matthew Howson Richard Bradley Nick Tandy             | Nissan VK45DE 4.5 L V8         | D    | 153 | +16 kör            |
| 12.      | LMP2      | 43 | Team SARD Morand          | Oliver Webb Pierre Ragues Chris Cumming               | Morgan LMP2 Evo                | D    | 152 | +17 kör            |
| 12.      | LMP2      | 43 | Team SARD Morand          | Oliver Webb Pierre Ragues Chris Cumming               | SARD 3.6 L V8                  | D    | 152 | +17 kör            |
| 13.      | LMP2      | 29 | Pegasus Racing            | Alex Brundle Ho-Pin Tung David Cheng                  | Morgan LMP2                    | M    | 152 | +17 kör            |
| 13.      | LMP2      | 29 | Pegasus Racing            | Alex Brundle Ho-Pin Tung David Cheng                  | Nissan VK45DE 4.5 L V8         | M    | 152 | +17 kör            |
| 14.      | LMGTE Pro | 91 | Porsche Team Manthey      | Richard Lietz Michael Christensen                     | Porsche 911 RSR                | M    | 151 | +18 kör            |
| 14.      | LMGTE Pro | 91 | Porsche Team Manthey      | Richard Lietz Michael Christensen                     | Porsche 4.0 L Flat-6           | M    | 151 | +18 kör            |
| 15.      | LMGTE Pro | 51 | AF Corse                  | Gianmaria Bruni Toni Vilander                         | Ferrari 458 Italia GT2         | M    | 151 | +18 kör            |
| 15.      | LMGTE Pro | 51 | AF Corse                  | Gianmaria Bruni Toni Vilander                         | Ferrari 4.5 L V8               | M    | 151 | +18 kör            |
| 16.      | LMGTE Pro | 92 | Porsche Team Manthey      | Patrick Pilet Frédéric Makowiecki                     | Porsche 911 RSR                | M    | 151 | +18 kör            |
| 16.      | LMGTE Pro | 92 | Porsche Team Manthey      | Patrick Pilet Frédéric Makowiecki                     | Porsche 4.0 L Flat-6           | M    | 151 | +18 kör            |
| 17.      | LMGTE Pro | 71 | AF Corse                  | Davide Rigon James Calado                             | Ferrari 458 Italia GT2         | M    | 150 | +19 kör            |
| 17.      | LMGTE Pro | 71 | AF Corse                  | Davide Rigon James Calado                             | Ferrari 4.5 L V8               | M    | 150 | +19 kör            |
| 18.      | LMGTE Pro | 99 | Aston Martin Racing V8    | Fernando Rees Alex MacDowall Richie Stanaway          | Aston Martin V8 Vantage GTE    | M    | 149 | +20 kör            |
| 18.      | LMGTE Pro | 99 | Aston Martin Racing V8    | Fernando Rees Alex MacDowall Richie Stanaway          | Aston Martin 4.5 L V8          | M    | 149 | +20 kör            |
| 19.      | LMGTE Pro | 97 | Aston Martin Racing       | Darren Turner Jonathan Adam                           | Aston Martin V8 Vantage GTE    | M    | 149 | +20 kör            |
| 19.      | LMGTE Pro | 97 | Aston Martin Racing       | Darren Turner Jonathan Adam                           | Aston Martin 4.5 L V8          | M    | 149 | +20 kör            |
| 20.      | LMP2      | 31 | Extreme Speed Motorsports | Ed Brown Johannes van Overbeek Jon Fogarty            | Ligier JS P2                   | D    | 147 | +22 kör            |
| 20.      | LMP2      | 31 | Extreme Speed Motorsports | Ed Brown Johannes van Overbeek Jon Fogarty            | Honda HR28TT 2.8 L Turbo V6    | D    | 147 | +22 kör            |
| 21.      | LMGTE Am  | 83 | AF Corse                  | François Perrodo Emmanuel Collard Rui Águas           | Ferrari 458 Italia GT2         | M    | 146 | +23 kör            |
| 21.      | LMGTE Am  | 83 | AF Corse                  | François Perrodo Emmanuel Collard Rui Águas           | Ferrari 4.5 L V8               | M    | 146 | +23 kör            |
| 22.      | LMGTE Am  | 98 | Aston Martin Racing       | Paul Dalla Lana Pedro Lamy Mathias Lauda              | Aston Martin V8 Vantage GTE    | M    | 146 | +23 kör            |
| 22.      | LMGTE Am  | 98 | Aston Martin Racing       | Paul Dalla Lana Pedro Lamy Mathias Lauda              | Aston Martin 4.5 L V8          | M    | 146 | +23 kör            |
| 23.      | LMGTE Am  | 72 | SMP Racing                | Viktor Saitar Alekszej Baszov Andrea Bertolini        | Ferrari 458 Italia GT2         | M    | 145 | +24 kör            |
| 23.      | LMGTE Am  | 72 | SMP Racing                | Viktor Saitar Alekszej Baszov Andrea Bertolini        | Ferrari 4.5 L V8               | M    | 145 | +24 kör            |
| 24.      | LMGTE Am  | 77 | Dempsey Racing-Proton     | Patrick Dempsey Patrick Long Marco Seefried           | Porsche 911 RSR                | M    | 145 | +24 kör            |
| 24.      | LMGTE Am  | 77 | Dempsey Racing-Proton     | Patrick Dempsey Patrick Long Marco Seefried           | Porsche 4.0 L Flat-6           | M    | 145 | +24 kör            |
| 25.      | LMGTE Am  | 50 | Larbre Compétition        | Gianluca Roda Paolo Ruberti Nicolai Sylvest           | Chevrolet Corvette C7.R        | M    | 144 | +25 kör            |
| 25.      | LMGTE Am  | 50 | Larbre Compétition        | Gianluca Roda Paolo Ruberti Nicolai Sylvest           | Chevrolet 5.5 L V8             | M    | 144 | +25 kör            |
| 26.      | LMP2      | 42 | Strakka Racing            | Nick Leventis Jonny Kane Danny Watts                  | Gibson 015S                    | M    | 144 | +25 kör            |
| 26.      | LMP2      | 42 | Strakka Racing            | Nick Leventis Jonny Kane Danny Watts                  | Nissan VK45DE 4.5 L V8         | M    | 144 | +25 kör            |
| 27.      | LMGTE Am  | 96 | Aston Martin Racing       | Liam Griffin Stuart Hall Francesco Castellacci        | Aston Martin V8 Vantage GTE    | M    | 139 | +30 kör            |
| 27.      | LMGTE Am  | 96 | Aston Martin Racing       | Liam Griffin Stuart Hall Francesco Castellacci        | Aston Martin 4.5 L V8          | M    | 139 | +30 kör            |
| 28.      | LMGTE Am  | 88 | Abu Dhabi-Proton Racing   | Christian Ried Klaus Bachler Halid Alqubisi           | Porsche 911 RSR                | M    | 139 | +30 kör            |
| 28.      | LMGTE Am  | 88 | Abu Dhabi-Proton Racing   | Christian Ried Klaus Bachler Halid Alqubisi           | Porsche 4.0 L Flat-6           | M    | 139 | +30 kör            |
| Ki       | LMP1      | 13 | Rebellion Racing          | Alexandre Imperatori Mathéo Tuscher Dominik Kraihamer | Rebellion R-One                | M    | 153 |                    |
| Ki       | LMP1      | 13 | Rebellion Racing          | Alexandre Imperatori Mathéo Tuscher Dominik Kraihamer | AER P60 2.4 L Turbo V6         | M    | 153 |                    |
| Ki       | LMP2      | 28 | G-Drive Racing            | Gustavo Yacamán Ricardo González Pipo Derani          | Ligier JS P2                   | D    | 153 |                    |
| Ki       | LMP2      | 28 | G-Drive Racing            | Gustavo Yacamán Ricardo González Pipo Derani          | Nissan VK45DE 4.5 L V8         | D    | 153 |                    |
| Ki       | LMP2      | 30 | Extreme Speed Motorsports | Scott Sharp Ryan Dalziel David Heinemeier Hansson     | Ligier JS P2                   | D    | 88  |                    |
| Ki       | LMP2      | 30 | Extreme Speed Motorsports | Scott Sharp Ryan Dalziel David Heinemeier Hansson     | Honda HR28TT 2.8 L Turbo V6    | D    | 88  |                    |

## A világbajnokság állása a versenyt követően
LMP1 (Teljes táblázat)
| H  | Versenyzők                                    | Pont  | H  | Konstruktőrök | Pont |
| -- | --------------------------------------------- | ----- | -- | ------------- | ---- |
| 1. | Timo Bernhard Brendon Hartley Mark Webber     | 155   | 1. | Porsche       | 308  |
| 2. | André Lotterer Marcel Fässler Benoît Tréluyer | 143   | 2. | Audi          | 238  |
| 3. | Marc Lieb Romain Dumas Neel Jani              | 113,5 | 3. | Toyota        | 137  |
| 4. | Loïc Duval Lucas di Grassi Oliver Jarvis      | 91    |    |               |      |
| 5. | Anthony Davidson Sébastien Buemi              | 67    |    |               |      |

GT (Teljes táblázat)
| H  | Versenyzők                    | Pont  | H  | Konstruktőrök | Pont |
| -- | ----------------------------- | ----- | -- | ------------- | ---- |
| 1. | Richard Lietz                 | 135   | 1. | Ferrari       | 259  |
| 2. | Michael Christensen           | 117   | 2. | Porsche       | 255  |
| 3. | Davide Rigon James Calado     | 115   | 3. | Aston Martin  | 165  |
| 4. | Gianmaria Bruni Toni Vilander | 112,5 |    |               |      |
| 5. | Frédéric Makowiecki           | 93    |    |               |      |

LMP2 (Teljes táblázat)
| H  | Versenyzők                                   | Pont | H  | Konstruktőrök      | Pont |
| -- | -------------------------------------------- | ---- | -- | ------------------ | ---- |
| 1. | Roman Ruszinov Julien Canal Sam Bird         | 153  | 1. | #26 G-Drive Racing | 153  |
| 2. | Matthew Howson Richard Bradley               | 137  | 2. | KCMG               | 137  |
| 3. | Gustavo Yacamán Ricardo González Pipo Derani | 119  | 3. | #28 G-Drive Racing | 119  |
| 4. | Nicolas Lapierre                             | 84   | 4. | Signatech Alpine   | 73   |
| 5. | Nelson Panciatici Paul-Loup Chatin           | 73   | 5. | Team SARD Morand   | 62   |

LMGTE Am (Teljes táblázat)
| H  | Versenyzők                                     | Pont | H  | Konstruktőrök           | Pont |
| -- | ---------------------------------------------- | ---- | -- | ----------------------- | ---- |
| 1. | Viktor Saitar Alekszej Baszov Andrea Bertolini | 155  | 1. | SMP Racing              | 155  |
| 2. | François Perrodo Emmanuel Collard Rui Águas    | 136  | 2. | AF Corse                | 136  |
| 3. | Paul Dalla Lana Pedro Lamy Mathias Lauda       | 118  | 3. | Aston Martin Racing     | 118  |
| 4. | Patrick Dempsey Patrick Long Marco Seefried    | 116  | 4. | Dempsey Racing-Proton   | 116  |
| 5. | Christian Ried Halid Alqubisi                  | 64   | 5. | Abu Dhabi-Proton Racing | 64   |